# Готалов-Готлиб, Артемий Григорьевич
Артемий Григорьевич Готалов-Готлиб (при рождении — Арон Гершевич Готлиб, после принятия лютеранства (1883) — Артур Генрихович Готлиб, после принятия православия (1914) — Артемий Григорьевич Готалов-Готлиб; 2 (14) января 1866, Яблона, Ясский уезд, Бессарабская область — 27 июля 1960, Одесса) — российский и советский педагог, историк, профессор Одесского университета, доктор педагогических наук, один из авторов «Энциклопедического словаря Брокгауза и Ефрона».
Один из ведущих российских методистов по физическому воспитанию в школе.

## Биография
Родился 2 января 1866 года в селе Яблона Ясского уезда Бессарабской области (с 6 марта 1887 года Белецкого уезда Бессарабской губернии), в кишинёвской еврейской купеческой семье, занятой в зерноторговле. Дед учёного, купец второй гильдии Арон-Эль Меерович Готлиб (1813—?) был причислен к купеческому сословию в 1844 году, был присяжным оценщиком домов, состоял членом кишинёвской городской думы; бабушка — Шпринца Литмановна Готлиб (1820 — не позднее 1862). Отец — кишинёвский купеческий сын Герш-Вольф Аронович-Эльевич (Григорий Ильич) Готлиб (1 октября 1843 — ?), техник по обслуживанию сельскохозяйственного оборудования, поставляемого заводом брата (инженера М. И. Готлиба), мать — Двойра Готлиб (в девичестве Бергман, 1845—?), после принятия лютеранства в кишинёвской евангелическо-лютеранской церкви — соответственно Генрих Готлиб и Эрнестина Валерия Эмма Готлиб (сам Артемий Готлиб принял лютеранство 2 января 1883 года в этой же церкви). Двоюродный брат — поэт Илья Британ. В 1882 году родители проживали в Кишинёве в одном из домов деда на Губернской улице. Семья владела поместьем и виноградником в еврейской земледельческой колонии Ломачинцы Хотинского уезда Бессарабской губернии (в прошении о зачислении на естественное отделение Императорского Новороссийского университета в 1888 году Готалов-Готлиб называет Ломачинцы местом жительства своей семьи). В 1878—1882 годах учился в Каменец-Подольской гимназии (в этом городе жил с семьёй брат его отца), затем в 1-й Кишинёвской гимназии (окончил 12 июня 1886 года). 
В 1886 году, будучи австрийским подданным, подал прошение о зачислении на естественное отделение физико-математического факультета, уже через неделю перевёлся на историко-филологический факультет Императорского Новороссийского университета. Проучившись два семестра, 7 декабря 1887 года он был уволен из ведомства университета по собственному прошению, но, пропустив весенний семестр, вернулся к учёбе с началом осеннего семестра 1888 года. Весной 1890 года, будучи студентом седьмого семестра, был 13 марта вновь отчислен за неуплату, не закончив семестр. Продолжить обучение ему удалось лишь в следующем 1891/92 учебном году, получив диплом I степени об окончании университета 24 июня 1892 года (на два года дольше стандартного четырёхгодичного курса). Выпускная работа Готалова-Готлиба «О военном устройстве Византийской империи» была выполнена под руководством выдающегося учёного византиниста Фёдора Ивановича Успенского. 13 ноября 1892 года Готалов-Готлиб был допущен к преподаванию немецкого языка в частном четырёхклассном училище В. А. Агишева, позже выдержав испытание на звание учителя гимназии и прогимназии с правом преподавать историю, греческий и латинский языки. 18 ноября 1894 года он получил свидетельство на звание учителя. 
В 1895 году принял российское подданство (до этого был подданным Австро-Венгерской империи). 29 апреля 1895 года женился на Варваре Михайловне Рудановской (9 декабря 1864 — ?) из дворянской семьи, а за два месяца до венчания — 3 марта 1895 года — у них родился сын Николай. 
17 июня 1895 года Высочайшим приказом по гражданскому ведомству Готалов-Готлиб был опредёлен на государственную службу сверхштатным учителем древних языков Одесской 4-й гимназии, где 28 августа ему было предоставлено 10 уроков латинского языка и 3 урока немецкого языка (17 октября 1895 он был освобождён от преподавательских обязанностей в училище В. А. Агишева). С 1 ноября 1895 года был назначен штатным преподавателем древних языков и утверждён в звании классного наставника в Псковской губернской гимназии. 
1 августа 1896 года был переведён на должность штатного преподавателя древних языков в Санкт-Петербургскую 3-ю гимназию. До 1903 года преподавал историю в кадетском корпусе Санкт-Петербурга. Также в Петербурге он руководил курсами латинского языка, учреждёнными им на правах частного учебного заведения. В это время Готалов-Готлиб стал сотрудником «Энциклопедического словаря Брокгауза и Ефрона» и автором десятков фундаментальных статей по истории образования и всемирной истории. 
В 1899—1915 годах Готалов-Готлиб был постоянным членом Высочайше учреждённых комиссий по улучшению средней школы. Неоднократно выезжал в заграничные командировки в Швейцарию, Францию, Германию, Австро-Венгрию, в которых он знакомился с системами образования, сложившимися в европейских странах. Анализ увиденного и наблюдения учёного были освещены в его научных публикациях, в особенности посвящённых распространению педагогических идей Джона Дьюи в России.
В 1903 году был назначен директором Ялтинской Александровской гимназии. При втором директоре А. Г.  Готлибе 1903-1908 годах были введены изменения в учебный процесс: сокращена длительность урока до 50 минут, увеличены перемены, много внимания уделялось физической активности. Гимназисты, учившиеся по сокольской системе, летом 1907 года завоевали на V Всесокольском слете в Праге награды за свое гимнастическое выступление. Готлиб неоднократно посещал чешские школы, перенимая их опыт, обменивался опытом по физическому воспитанию учащихся с приезжавшими в школу педагогами. Издал в 1909 году брошюру «Физическое воспитание учащихся в Ялтинской Александровской гимназии».
В 1908—1910 годах состоял директором 2-й Кишинёвской гимназии (1908—1910). С 1910 по 1918 годы был директором Псковской мужской гимназии и преподавал в ней латинский язык и историю. Стал прототипом Николая Антоновича Татаринова, одного из самых «отрицательных» персонажей романа «Два капитана» Вениамина Каверина (учившегося в гимназии в то время). В Пскове Готалов-Готлиб умело организовал работу по физическому воспитанию учащихся по сокольской системе, инициировал создание двух спортивных обществ — Псковского гимнастического общества «Сокол» и Псковского общества содействия телесному воспитанию учащейся молодёжи, руководил Псковским военно-спортивным комитетом; 16 января 1917 года получил чин действительного статского советника «за труды по физическому развитию и воспитанию учащихся».
Был награждён серебряной медалью на ленте ордена Святого Александра Невского (26 февраля 1896 года), орденом Святого Станислава ІІІ степени (1 января 1900 года), орденом Святой Анны ІІІ степени (1 января 1904 года), орденом Бухарской золотой звезды ІІ степени (27 августа 1906 года) и орденом Святой Анны ІІ степени (1 января 1907 года).
В начале Первой мировой войны, в 1914 году, принял православие и новое имя Артемий Григорьевич Готалов-Готлиб.
В 1918—1920 годах преподавал в женской гимназии в Черкассах, реальном училище и школах Одессы; руководил крупнейшим в стране, организованном в 1919 году в Одессе, домом для беспризорных детей под названием «Детский городок имени Коминтерна». В 1920 году Готалов-Готлиб принял участие в создании Одесского института народного образования, где преподавал всемирную историю и историю педагогики, руководил студенческим педагогическим семинаром. Через пять лет получил звание профессора первой (высшей) категории. 
В 1940 году ему без защиты диссертации была присуждена учёная степень доктора педагогических наук за четырёхтомное исследование «История просветительной политики и систем народного образования в эпоху империализма», и в том же году он вернулся в Одессу, где стал профессором Одесского университета. Оставшись в Одессе в период оккупации города румынско-немецкими войсками, он был вынужден временно прекратить свою преподавательскую деятельность, однако участвовал в оппонировании диссертации. К началу 1942 года был вторым браком женат на уроженке Симферополя Марии Ивановны Готаловой-Готлиб (1888—?), которая во время румынской оккупации Одессы преподавала в школе № 75 на улице Садовой, № 4. 
После освобождения Одессы в 1944 году вернулся к работе: исполнял обязанности декана исторического факультета Одесского государственного университета (1944—1946) и одновременно заведовал двумя кафедрами: истории древнего мира и археологии и педагогики, а с 1946 года — только кафедрой истории древнего мира и археологии. В университете читал курсы истории славянских народов и Византии. В конце 1940-х годов подвергался обвинениям в безродном космополитизме, в том числе на страницах газеты «Большевистское знамя». В 1952 году вышел на пенсию, но и после этого продолжал читать специальные курсы и управлять аспирантами.
Умер в Одессе 27 июля 1960 года и был похоронен на втором одесском христианском кладбище.

## Научная деятельность
Круг интересов научной деятельности Готалова-Готлиба, которая длилась почти 70 лет, был чрезвычайно широк. П. О. Карышковский по этому поводу писал: «Круг научных интересов проф. А. Г. Готалова-Готлиба был широким и разносторонним: история Византии и славянских народов, история античного мира и его культуры, классическая филология и археология, наконец, педагогика и психология — все эти дисциплины находились в поле его зрения. … Из-под его пера вышло более 200 работ — монографий, статей, заметок, рецензий, популярных брошюр, значительная часть которых связана с историей педагогических и общественных идей. Смерть оборвала его работу над тремя монографиями — „Очерки военного устройства Византии“, „Вопросы народного образования во Франции накануне буржуазной революции XVIII в.“, „История Ришельевского лицея в Одессе“. Две последние книги были практически завершены».
Готалов-Готлиб основательно изучал историю Одессы. В коллективном труде «Одесса: „Очерк истории города-героя“» он был автором трёх разделов: «Предыстория Одессы», «Образование города и его развитие в первые десятилетия» и «Одесса в 30—50-х годах XIX в.» Также следует вспомнить рукописную работу Готалова-Готлиба «Материалы для истории народного образования в Одессе: Историографический очерк», первая часть которой хранится в отделе рукописей Одесской Национальной научной библиотеки имени М. Горького.
Вклад Готалова-Готлиба в историческую науку, в частности, изучение античности и Средневековья высоко оценивали другие учёные, в частности, профессор П. О. Карышковский.
Готалов-Готлиб был автором десятков работ по педагогике, в частности, сравнительной, в которых исследовалось состояние образования и педагогической мысли в Германии, Швейцарии, Италии, Чехословакии и других странах, а также в Российской империи, Украине и СССР в разные эпохи. Современные учёные высоко оценивают вклад Готалова-Готлиба в педагогическую науку.
Негативная оценка Готалова-Готлиба со стороны С. Я. Борового не касалась деятельности Готалова-Готлиба как учёного, но затрагивала его нравственные качества.

## Публикации
Состоял сотрудником ряда журналов, в числе которых — «Русская школа». Отдельно вышли книги: «Очерк народного образования в Швейцарии» (1904), «Французские университеты накануне революции 1789 г.» (1905), «Физическое воспитание в средней школе» (1909) и другие.
- А. Готлиб. Папство // Энциклопедический словарь Брокгауза и Ефрона : в 86 т. (82 т. и 4 доп.). — СПб., 1897. — Т. XXIIa. — С. 741—748. Раздел Развитие теории папской власти;
- А. Готлиб. Университет // Энциклопедический словарь Брокгауза и Ефрона : в 86 т. (82 т. и 4 доп.). — СПб., 1902. — Т. XXXIVa. — С. 751—803.
- Очерк народного образования Швейцарии. — СПб., 1907.
- Готлиб А. Г. Физическое воспитание в средней школе по сокольской системе. — Кишинёв: Типография Бессарабского губернского правления, 1909. — 27 с.[3]
- Нові школи в Німеччині. — Одеса: Держ. вид-во України, 1927.
- Критичні зауваження про уніфіковану систему народної освіти перехідної доби в СРСР // Шлях освіти. — 1929. — № 1—2. — С. 12—28.
- Ф. И. Успенский как профессор и научный руководитель // Византийский временник. — 1947. — Т. 1.
- Академик Ф. И. Успенский как профессор и научный руководитель (по личным воспоминаниям). — Одесса : ОГУ им. И. И. Мечникова, 1947.
- Очерк истории города-героя. — Одесса, 1957. [розділи: Предыстория Одессы; Образование города и его развитие в первые десятилетия; Одесса в 30—50-х годах XIX ст.];
- Материалы для истории народного образования в Одессе: Историографический очерк. — Ч. 1 (1801—1870). — Б. м., Б. г.;
- Ришельевский лицей — предшественник Новороссийского (Одесского) университета: историографическое исследование. — Б. м.: Б. и.
- Народное образование в б. Одесской губернии под влиянием голода и разрухи 1921—22 годов. — Б. м., Б. г.